# Charles-Ernest Paulmier
Charles-Ernest Paulmier, né  le 2 avril 1848 à Caen et mort le 22 août 1907 à Neuilly-sur-Seine, est un homme politique français.

## Biographie
Fils de l'avocat et parlementaire Charles-Pierre-Paul Paulmier, Charles-Ernest Paulmier prend part à la Guerre franco-allemande de 1870, et notamment à la défense de Dreux, comme officier dans un bataillon de mobiles.
Après avoir étudié le droit à Paris, il devient avocat en 1871 et exerce au barreau de cette ville jusqu'en 1878, date à laquelle il retourne dans le Calvados pour s'y consacrer à sa carrière politique, dans la continuité de son père.

### Carrière politique
Conseiller de l'arrondissement de Falaise depuis 1874, Paulmier est élu maire de Bretteville-sur-Laize en 1875 et le restera jusqu'en 1893. En 1883, il obtient également un siège au Conseil général du Calvados, dans le canton de Bretteville-sur-Laize jusqu'alors représenté par son père. À cette époque, Paulmier est un « conservateur » (monarchiste) bonapartiste.
Après une première tentative infructueuse lors des élections législatives de 1881 dans la circonscription de Falaise (contre le maire républicain de Falaise, Esnault), il parvient à sa faire élire député à l'occasion des élections de 1885, qui ont eu lieu au scrutin de liste. Élu sur la liste conservatrice, il siège parmi la droite de la Chambre des députés.
Réélu, dans la circonscription de Falaise, en 1889 (contre le républicain Turgis), 1893 (contre le républicain Gabriel Lecomte), 1898 (contre le républicain Bellenger), 1902 (contre Levasseur) et 1906 (contre Lesage), il défend principalement les intérêts des agriculteurs et éleveurs (surtout des éleveurs équins), se prononçant pour des tarifs douaniers protectionnistes sur les céréales, pour le privilège des bouilleurs de cru et pour le rétablissement du pari mutuel (interpellant le gouvernement sur ce sujet en 1891). Il sera d'ailleurs secrétaire du groupe agricole de la Chambre lors de la législature 1893-1898.
Opposé à la république opportuniste, et notamment à sa politique scolaire laïque, Paulmier soutient momentanément les boulangistes, dont il partage la revendication d'un pouvoir exécutif fort issu du suffrage universel direct, avant de rejoindre les rangs des ralliés, ces catholiques qui, dans le sillage de Jacques Piou, acceptent la République pour y défendre plus efficacement leurs valeurs conservatrices. Étiqueté « révisionniste » en 1889, « rallié » (ou « conservateur libéral ») en 1893 puis « républicain libéral » en 1898, Paulmier adhère ainsi au groupe de la Droite constitutionnelle en 1892 puis à celui de l'Action libérale fondé en 1901. Antidreyfusard, il appartient également au groupe républicain nationaliste formé en 1902.
En janvier 1899, il adhère à la Ligue de la patrie française.

### Vie privée

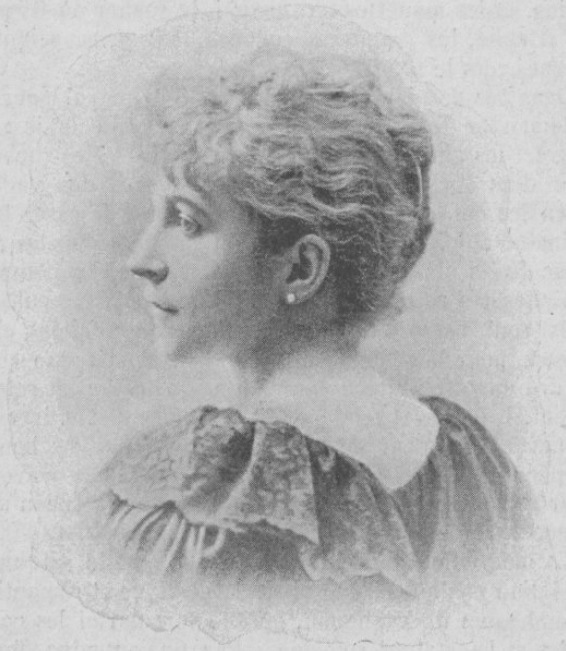
Valentine Paulmier, née Bouillant.

Paulmier a épousé Valentine Bouillant (1858-1932), petite-fille du député Arsène Aumont-Thiéville et nièce de l'éditeur Charles Delagrave. Propriétaire du château de La Fresnaye, le couple habite également un appartement de la Villa Niel, à Paris, avec leur fille Yvonne. Celle ci, future baronne de Marçay, résidera par la suite au Domaine de la Baronnie, à Douvres-la-Délivrande, avec sa compagne Agnès Aignan. Le peintre Paul César Helleu réalisera son portrait en 1895 : Symphonie en blanc, Yvonne Paulmier, et le compositeur Lao Silesu lui dédie en 1912 une composition intitulée un peu d'amour.
« Sportsman » reconnu, Paulmier pratique non seulement l'équitation, le cyclisme, l'automobilisme (il est l'ami du comte Albert de Dion, cofondateur de la firme De Dion-Bouton) mais aussi l'escrime. Duelliste redouté, élève de Jules Jacob puis d'Albert Ayat, il affronte notamment en 1894 le journaliste Adrien Papillaud, qu'il blesse à l'abdomen. En 1897, il provoque - vainement - en duel le comte Bertrand de Valon à la suite d'un différend privé, tenu secret, qui sera à l'origine, l'année suivante, du « drame de La Lanterne ».

### Le drame deLa Lanterne

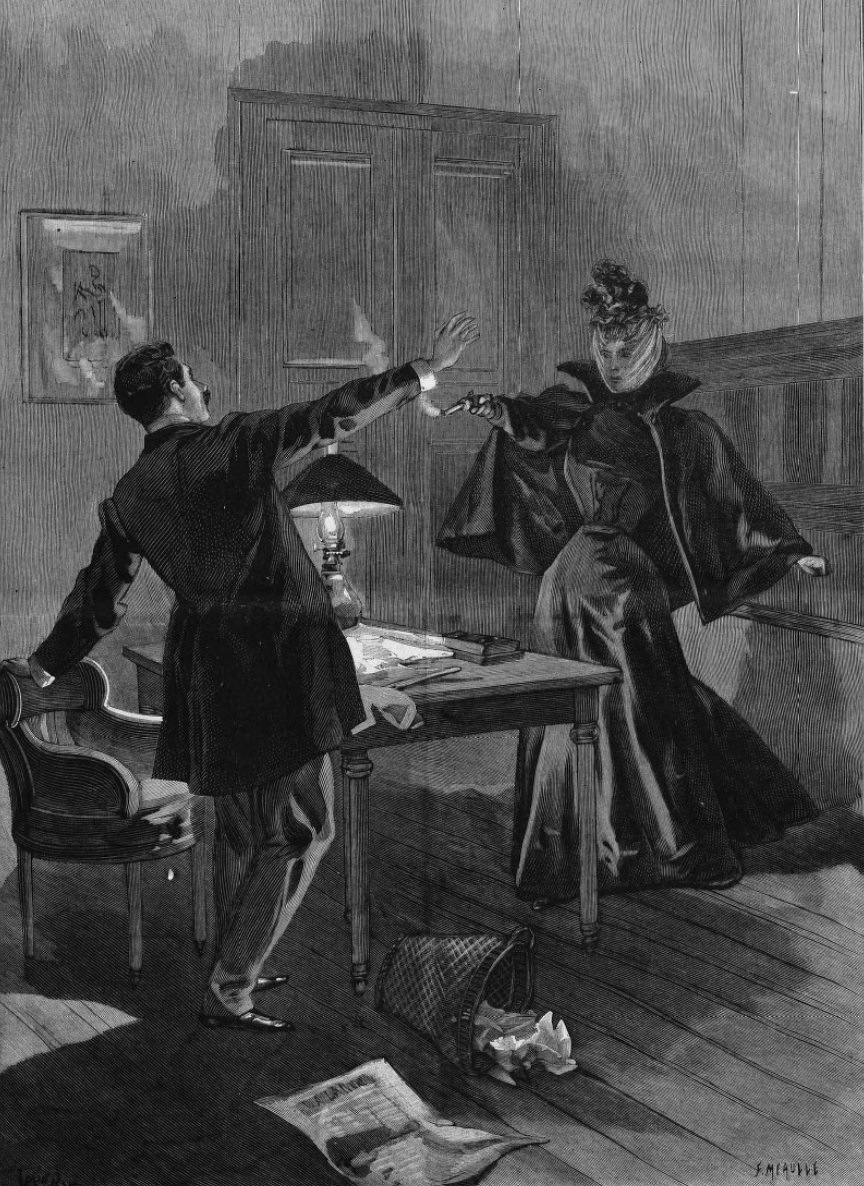
Un drame parisien, gravure de Méaulle pour le supplément illustré du Petit Journal.

Le 20 septembre 1898, alors que l'affaire Dreyfus divise la France, Paulmier adresse au ministre de la guerre, le général Chanoine, une lettre ouverte demandant « qu'on applique la loi contre ceux qui traînent dans la boue nos chefs militaires ». Face à cette menace exprimée à l'encontre des dreyfusards, l'un d'entre eux, le journaliste Henri Turot, fait paraître sous un pseudonyme un bref article s'attaquant violemment à la vie privée de Paulmier. Publié en une de La Lanterne du 23 septembre (daté du 24), l'article insinue que le différend avec le comte de Valon serait dû à l'infidélité de Mme Paulmier.
Son mari étant absent de Paris pour visiter sa circonscription, Valentine Paulmier se rend, armée d'un revolver, aux bureaux du journal. N'ayant pu rencontrer le rédacteur en chef, Alexandre Millerand, elle est reçue par le secrétaire de rédaction, Louis Olivier (1856-1923), sur lequel elle fait feu à plusieurs reprises, le blessant grièvement. L'événement, qui partage la une des journaux avec l'affaire Dreyfus, incitera le député Émile Cère à proposer - en vain - une modification à la loi du 29 juillet 1881 sur la liberté de la presse visant à interdire l'anonymat pour les journalistes.
Revenu à Paris, Paulmier envoie ses témoins à Turot. Ce dernier est blessé à la cuisse par le député lors du duel qui a lieu le 1er octobre à Puteaux, dans un hangar appartenant au comte de Dion.
Accusée de tentative d'assassinat, Mme Paulmier comparaît devant la Cour d'assises de la Seine le 26 décembre. Défendue par Albert Danet, elle est acquittée de toute charge criminelle par le jury. Elle est néanmoins condamnée au civil à payer 15.000 francs de dommages-intérêts à la partie civile.
En 1908, un an après la mort de son mari (qui souffrait depuis plusieurs années d'une maladie cardiaque), Valentine se remarie avec Albert de Dion. Ses œuvres philanthropiques et son activité d'infirmière bénévole pendant la Première Guerre mondiale lui vaudront la médaille d'or des épidémies et la Légion d'honneur en 1921.